# Kosowczyzna
Kosowczyzna (biał. Касоўшчына, Kasouszczyna; ros. Косовщина, Kosowszczina) – wieś na Białorusi, w obwodzie grodzieńskim, w rejonie lidzkim, w sielsowiecie Berdówka.
W skład współczesnej wsi wchodzą cztery dawne miejscowości: wieś Kosowczyzna, folwark (kolonia) Kosowczyzna, okolica Bołtucie i wieś Cieszki.

## Historia
W XIX i w początkach XX w. położone były w Rosji, w guberni wileńskiej, w powiecie lidzkim, w gminie Lida.
W dwudziestoleciu międzywojennym leżały w Polsce, w województwie nowogródzkim, w powiecie lidzkim, w gminie Lida. Demografia w 1921 przedstawiała się następująco:
|                     | Liczba mieszkańców | Budynki | Narodowość  | Narodowość | Narodowość        | Wyznanie    | Wyznanie |
| Polacy              | Liczba mieszkańców | Budynki | Białorusini | Rosjanie   | rzymskokatolickie | prawosławne |          |
| ------------------- | ------------------ | ------- | ----------- | ---------- | ----------------- | ----------- | -------- |
| wieś Kosowczyzna    | 52                 | 10      | 50          | –          | 2                 | 50          | 2        |
| kolonia Kosowczyzna | 76                 | 14      | 71          | 5          | –                 | 70          | 6        |
| Bołtucie            | 39                 | 8       | 39          | –          | –                 | 38          | 1        |
| Cieszki             | 24                 | 4       | 24          | –          | –                 | 24          | –        |

Po II wojnie światowej w granicach Związku Sowieckiego. Od 1991 w niepodległej Białorusi.